# Kaokoland
Il Kaokoland o Kaokoveld è un'area della Namibia settentrionale, nella regione del Kunene. È una delle zone più incontaminate dell'Africa meridionale. Conta circa 16 000 abitanti (5.000 dei quali di etnia Himba) e ha una densità di popolazione che è un quarto della media nazionale della Namibia, che è già di suo tra le più basse al mondo.
Il principale centro abitato del Kaokoland è Opuwo, un luogo insolito dove grandi centri commerciali in cemento sono stati edificati a ridosso dei villaggi di capanne di fango degli Himba.

## Geografia

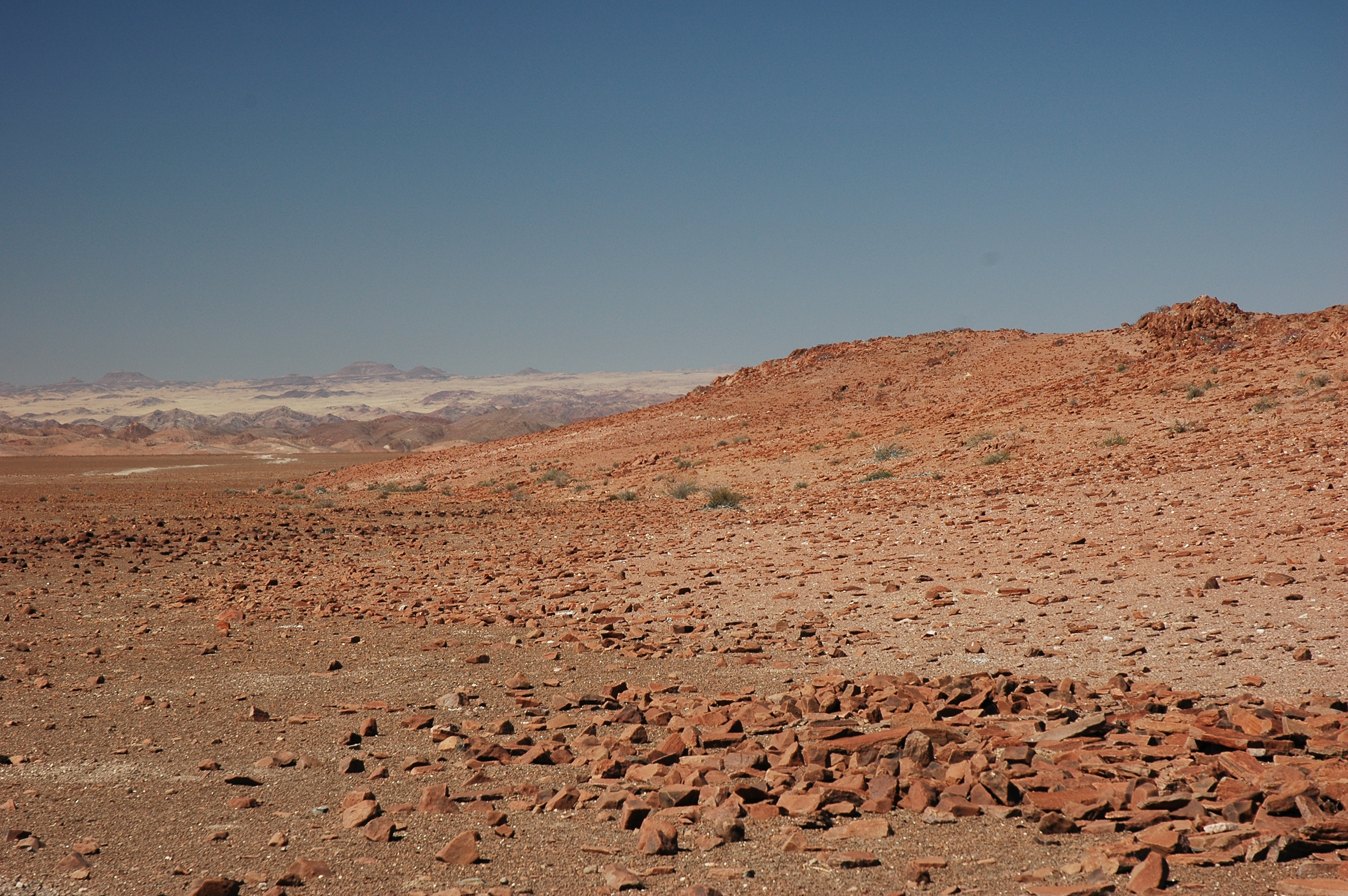
Panorama del Kaokoland

Il Kaokoland è delimitato a sud dal fiume Hoanib, e a nord dal Kunene (che costituisce anche il confine fra la Namibia e l'Angola). Il territorio è in gran parte montagnoso, con le massime altezze raggiunte nella catena dei Monti Baynes (2039 m), nell'estremo nord. Altri complessi montagnosi della regione sono i monti Otjihipa (a nord), e i monti Hartmann (a est).
Il terreno è in generale roccioso e il clima arido; ciò nonostante, il Kaokoland è attraversato da numerosi corsi d'acqua, e vi si trovano le cascate più alte della Namibia, le Ruacana Falls (alte 120 m e larghe 700), formate dal Kunene, che 135 km più a sud forma anche le Epupa Falls.

## Fauna
Il Kaokoland è noto soprattutto per la popolazione di elefanti del deserto. Questi elefanti esibiscono una serie di comportamenti unici, volti a trarre il massimo sostentamento dalle scarse risorse disponibili nella regione (elefanti adattati alla vita nel deserto si trovano anche nel Mali, al confine col deserto del Sahara); sono anche caratterizzati da zampe particolarmente corte, per cui alcuni zoologi (ma non tutti) li classificano come una sottospecie a sé stante. Altre specie animali della zona comprendono i rinoceronti neri (un tempo estinti in quest'area ma successivamente reintrodotti), gli orici, i kudu, gli springbok, gli struzzi, le giraffe e le zebre di montagna.

## Storia
Negli anni settanta, il Kaokoland fu uno dei bantustan creati nel territorio dell'attuale Namibia. Il bantustan comprendeva solo una parte di quello che oggi viene comunemente chiamato Kaokoland o Kaokoveld; come gli altri bantustan namibiani, venne formalmente abolito nel 1989, durante il periodo di transizione verso l'indipendenza del paese.

## Turismo

### Viabilità e servizi

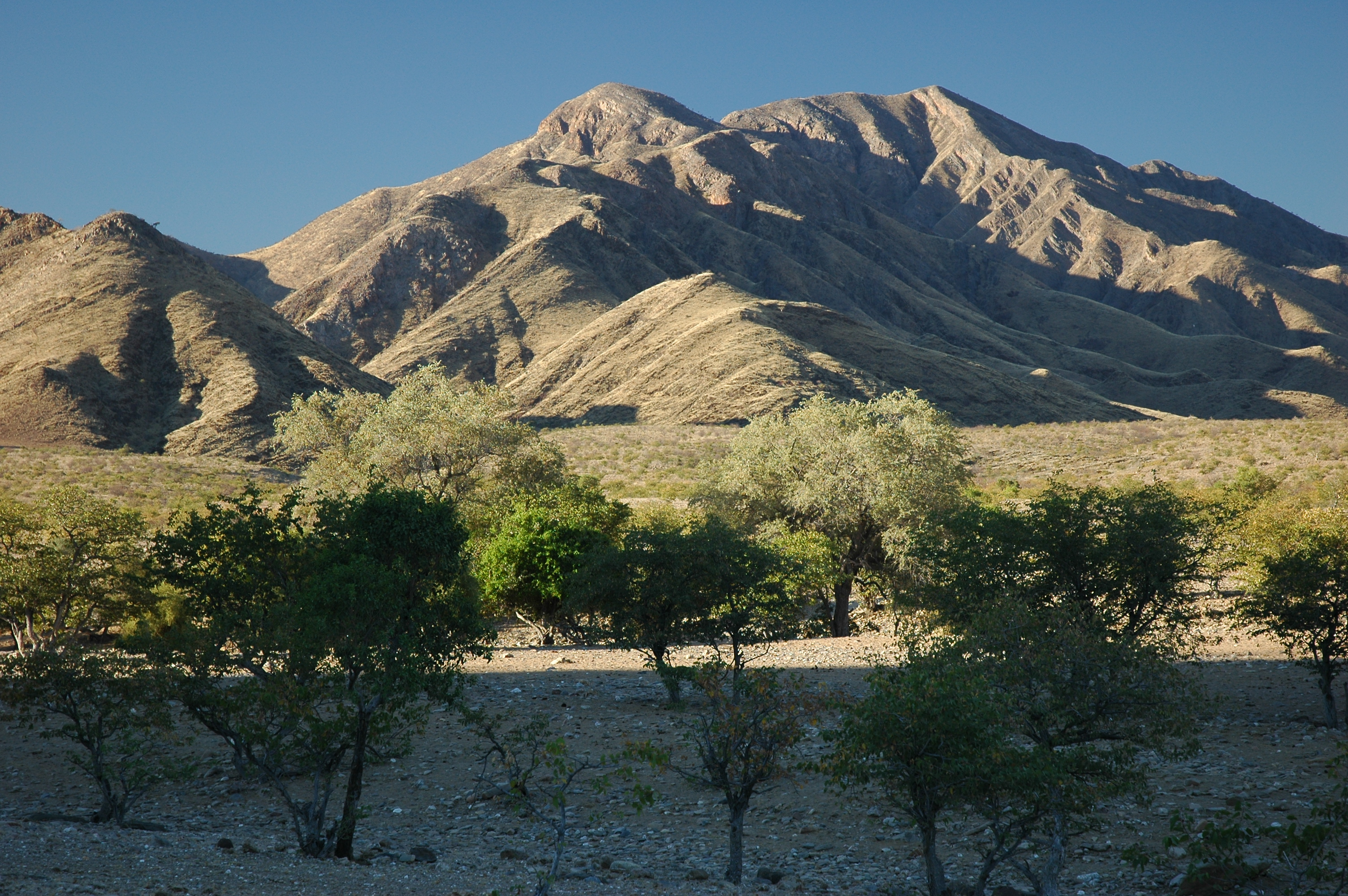
Panorama del Kaokoland

Il Kaokoland è una delle zone più selvagge dell'Africa meridionale, e l'unica strada percorribile in automobile è quella che collega Sesfontein e Opuwo. Le altre vie di collegamento richiedono necessariamente l'uso di un fuoristrada, e anche in questo caso spesso sono in condizioni tali da costringere a velocità inferiori ai 10 km/h. Con l'eccezione dei pochi centri principali, la regione è priva di negozi, strutture ricettive, ospedali, autofficine e praticamente di ogni altro servizio.

### Principali luoghi di interesse
Il Kaokoland è meta di diversi itinerari turistici, sebbene un viaggio in questa zona, date le condizioni stradali e l'assenza di servizi, richieda una preparazione particolarmente attenta. Fra i luoghi di maggior interesse si possono citare la città di Opuwo, le cascate di Epupa, le valli di Marienflüss-Otjinjange e Hartmann, i villaggi locali (particolarmente accessibile ai turisti quello di Onganga) e il passo di Van Zyl.